# Bristol, Québec
Bristol är en kommun i provinsen Québec i Kanada. Den ligger i regionen Outaouais, i den sydöstra delen av landet, 60 km väster om huvudstaden Ottawa. Antalet invånare var 1 199 vid folkräkningen 2021. Landarean är 206 kvadratkilometer.
Kommunen är officiellt tvåspråkig (franska och engelska), med 77 % engelsktalande och 24 % fransktalande (modersmålstalare) vid folkräkningen 2021.